# 조지아 해협

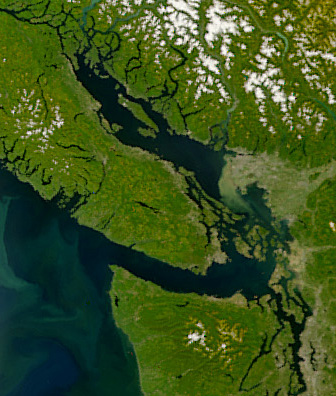
조지아 해협. 프레이저강에서 나온 퇴적물이 분명히 보인다.

조지아 해협(Strait of Georgia)은 밴쿠버섬과 인접한 북아메리카 본토의 브리티시컬럼비아주 최남단 및 워싱턴주 최북단의 해안 사이의 해협이다. 길이는 약 240km, 폭은 위치에 따라 약 20~58km이다. 후안 데 푸카 해협(Strait of Juan de Fuca) 및 퓨젓사운드(Puget Sound)와 함께 세일리시해(Salish Sea)를 이룬다.

## 같이 보기
- 하우사운드만
- 선샤인 해안 (브리티시컬럼비아주)
- 버라드반도
- 스쿼미시강